# Copa de Campeones de Ultramar
La Copa de Campeones de Ultramar fue un torneo internacional de fútbol a nivel de clubes que se jugaba anualmente en Francia en el que participaban 4 equipos provenientes de los departamentos de ultramar de Francia.

## Historia
El torneo nace en 1997 con el nombre Copa TOM-DOM e incluía a los campeones de la Copa DOM, la Copa TOM, y la Copa del Océano Índico. En 2004 adopta su nombre actual.
El torneo se jugó por última vez en 2007 ya que para el 2008 la Federación Francesa de Fútbol decide reemplazarlo con la Copa de Ultramar.

## Palmarés
| Año  | Final                           | Final     | Final                                 |
|      | Campeón                         | Resultado | Finalista                             |
| ---- | ------------------------------- | --------- | ------------------------------------- |
| 1997 | CS Saint-Denis (Reunión)        | 4 - 0     | AS Manu Ura (Tahití)                  |
| 1998 | Club Franciscain (Martinica)    | 3 - 2     | AS Vénus (Tahití)                     |
| 1999 | AS Vénus (Tahití)               | 2 - 2     | SS Saint-Louisienne (Reunión)         |
| 2000 | SS Saint-Louisienne (Reunión)   | 1 - 0     | AS Vénus (Tahití)                     |
| 2001 | US Stade Tamponnaise (Reunión)  | 4 - 1     | AS Vénus (Tahití)                     |
| 2002 | AS Pirae (Tahití)               | 1 - 0     | Club Franciscain (Martinica)          |
| 2003 | SS Saint-Louisienne (Reunión)   | 2 - 1     | AS Vénus (Tahití)                     |
| 2004 | US Stade Tamponnaise (Reunión)  | 1 - 0     | AS Magenta (Nueva Caledonia)          |
| 2005 | ASC Le Geldar (Guyana Francesa) | 1 - 0     | AS Sada (Mayotte)                     |
| 2006 | Club Franciscain (Martinica)    | 2 - 1     | US Stade Tamponnaise (Reunión)        |
| 2007 | US Stade Tamponnaise (Reunión)  | 3 - 0     | L'Etoile de Morne-à-l'Eau (Guadalupe) |

## Títulos por equipo
| Equipo                    | Títulos | Subtítulos |
| ------------------------- | ------- | ---------- |
| US Stade Tamponnaise      | 3       | 1          |
| Club Franciscain          | 2       | 1          |
| SS Saint-Louisienne       | 2       | 1          |
| AS Venus                  | 1       | 4          |
| AS Pirae                  | 1       | –          |
| CS Saint-Denis            | 1       | –          |
| ASC Le Geldar             | 1       | –          |
| AS Manu Ura               | –       | 1          |
| AS Magenta                | –       | 1          |
| AS Sada                   | –       | 1          |
| L'Etoile de Morne-a-l'Eau | –       | 1          |

## Títulos por territorio de ultramar
| País               | Títulos | Subtítulos |
| ------------------ | ------- | ---------- |
| Reunión            | 6       | 2          |
| Polinesia Francesa | 2       | 5          |
| Martinica          | 2       | 1          |
| Guayana Francesa   | 1       | –          |
| Nueva Caledonia    | –       | 1          |
| Mayotte            | –       | 1          |
| Guadalupe          | –       | 1          |